# يان أرمسترونغ
يان أرمسترونغ (بالإنجليزية: Ian Armstrong)‏ (16 نوفمبر 1981 بليفربول في المملكة المتحدة - ) هو لاعب كرة قدم بريطاني في مركز الوسط. شارك مع منتخب إنجلترا تحت 16 سنة لكرة القدم ومنتخب إنجلترا تحت 18 سنة لكرة القدم. أما مع النوادي، فقد لعب مع بورت فايل ونادي ليفربول.

## وصلات خارجية
- يان أرمسترونغ على موقع قاعدة بيانات كرة القدم.إي يو (الإنجليزية)
- يان أرمسترونغ على موقع Soccerbase.com (لاعب) (الإنجليزية)